# Podstudenec
Podstudenec este o localitate din comuna Kamnik, Slovenia, cu o populație de 88 de locuitori.